# Renata Janečková
Renata Janečková je česká modelka a moderátorka.

## Život
V roce 1996 se zúčastnila české soutěže krásy Miss České republiky a probojovala se až do finále. V roce 2001 odjela reprezentovat ČR na mezinárodní soutěž krásy Miss Intercontinental, kde se stala I. vicemiss. V roce 2001 také reprezentovala ČR na mezinárodní soutěži Top Model of the World, která se konala v Kaiserslauternu a kterou vyhrála. Poté se ještě zúčastnila Miss Model of the World, která se konala 18. listopadu 2002 v Istanbulu, kde se umístila na 4. místě.[zdroj?]
V současnosti[kdy?] se živí moderováním a je také majitelkou firmy Hotovky z krabičky s.r.o.[zdroj?]